# 2 blbouni v Paříži
2 blbouni v Paříži (Seuls Two, tj. Sami dva) je francouzský hraný film z roku 2008, který režírovali hlavní protagonisté Ramzy Bedia a Éric Judor podle vlastního scénáře. Film pojednává o policistovi a zloději, kteří se ocitnou sami v liduprázdné Paříži. Film se odehrává v reálných pařížských exteriérech i interiérech, které byly pro potřeby natáčení kompletně uzavřeny pro dopravu a pro chodce, a nabízí tak mj. neobvyklý pohled na prázdné ulice a pamětihodnosti.

## Děj
Detektiv Gervais se už dlouho snaží chytit zloděje Curtise, ovšem neúspěšně. Při poslední akci, kdy Curtis ukradne bankomat, je zesměšněn před svými kolegy. Curtis mezitím prodává kradené zboží přes překupnici a schovává se před bratry Bouglioni, kteří ho chtějí zabít. Jednoho dne opět pronásleduje Curtise a když vběhne na Avenue des Champs-Élysées, náhle zjistí, že celá ulice je prázdná. A stejně tak i celé město. Týden bloumá vylidněnými ulicemi, po Place de la Concorde, Montmartru, Severním nádraží, Châtelet – Les Halles, obvolává všechny obyvatele z telefonního seznamu, ale nikoho nemůže najít. Jednoho dne ale uvidí, jak po nábřeží jezdí závodní formule. Z policejních kamer zjistí, že je to Curtis, který také zůstal jako jediný v Paříži. Rozhodne se ho chytit a zatknout. Curtis mezitím vykradl sbírky v Louvru, jezdí po Paříži v kradených automobilech a hraje si s míčem na Stade de France. Nakonec ho dopadne v muzeu voskových figurín Musée Grévin a zavře do vazby. Pak ho ale stejně pustí. Curtis ho vezme na výstavu umění do Petit Palais. Jedou společně do Marseille zjistit, kam se poděli všichni lidé. Zastaví na dálnici, udělají si piknik a usmíří se. Náhle se objeví auta a lidé. Pak zase zmizí. Objeví se znova, když tankují u benzínové pumpy. Gervais ihned zavolá policii, aby zatkla Curtise. Setkají se v Marseille ve vězení, když jde Gervais udělat výslech. Lidé opět zmizí. Oba zjistí, že se objeví vždy až tehdy, když si vzájemně oba odpustí. Gervais chce lidi zpět, protože se bude ženit. Curtis se naopak bojí o život. Gervais se vrací autem do Paříže, Curtis ukradne na cestu zpět TGV a ukryje se před ním v pařížské ZOO, kde má schované kradené obrazy. Opět se usmíří a lidé se objeví a s nimi i bratři Bouglioni, kteří pronásledují Curtise. Gervais spolu s Curtisem odnesou obrazy a podstrčí je Bouglionim, kteří jsou dopadeni na Gervaisově svatbě.

## Obsazení
| Ramzy Bedia          | Curtis / Abdel Kader |
| Éric Judor           | komisař Gervais      |
| Élodie Bouchezová    | Juliette             |
| Kristin Scott Thomas | antikvářka           |
| Benoît Magimel       | komisař              |
| Fred Testot          | Xavier               |
| Omar Sy              | Sammy Bouglioni      |
| MC Jean Gab'1        | Freddy Bouglioni     |
| Alexandre Massal     | Blanchette Bouglioni |